# Aphaenina reversa
Aphaenina reversa är en insektsart som först beskrevs av Walker 1870.  Aphaenina reversa ingår i släktet Aphaenina och familjen lyktstritar. Inga underarter finns listade i Catalogue of Life.